# Monstera dubia
Espèce
Monstera dubia est une espèce de plantes du genre Monstera originaire d'Amérique centrale et du Sud. 

## Description
Monstera dubia est une plante grimpante. Sa tige fait 1 à 2 centimètres de diamètre. Ses pétioles vert font entre 14 et 50 centimètres de long.
Cette plante est connue pour la transformation spectaculaire de son feuillage lorsqu'il grandit sur le sol de la forêt, jusqu'au tronc d'arbre hôte ou d'une autre surface. Les feuilles matures ont des trous similaires à Monstera deliciosa. Cette transformation est un exemple de dimorphisme foliaire. L'épithète spécifique dubia fait référence à douteux, car les auteurs n'étaient pas certains que l'espèce appartienne au genre Marcgravia, où elle était initialement placée.